# Gerardo Mejía

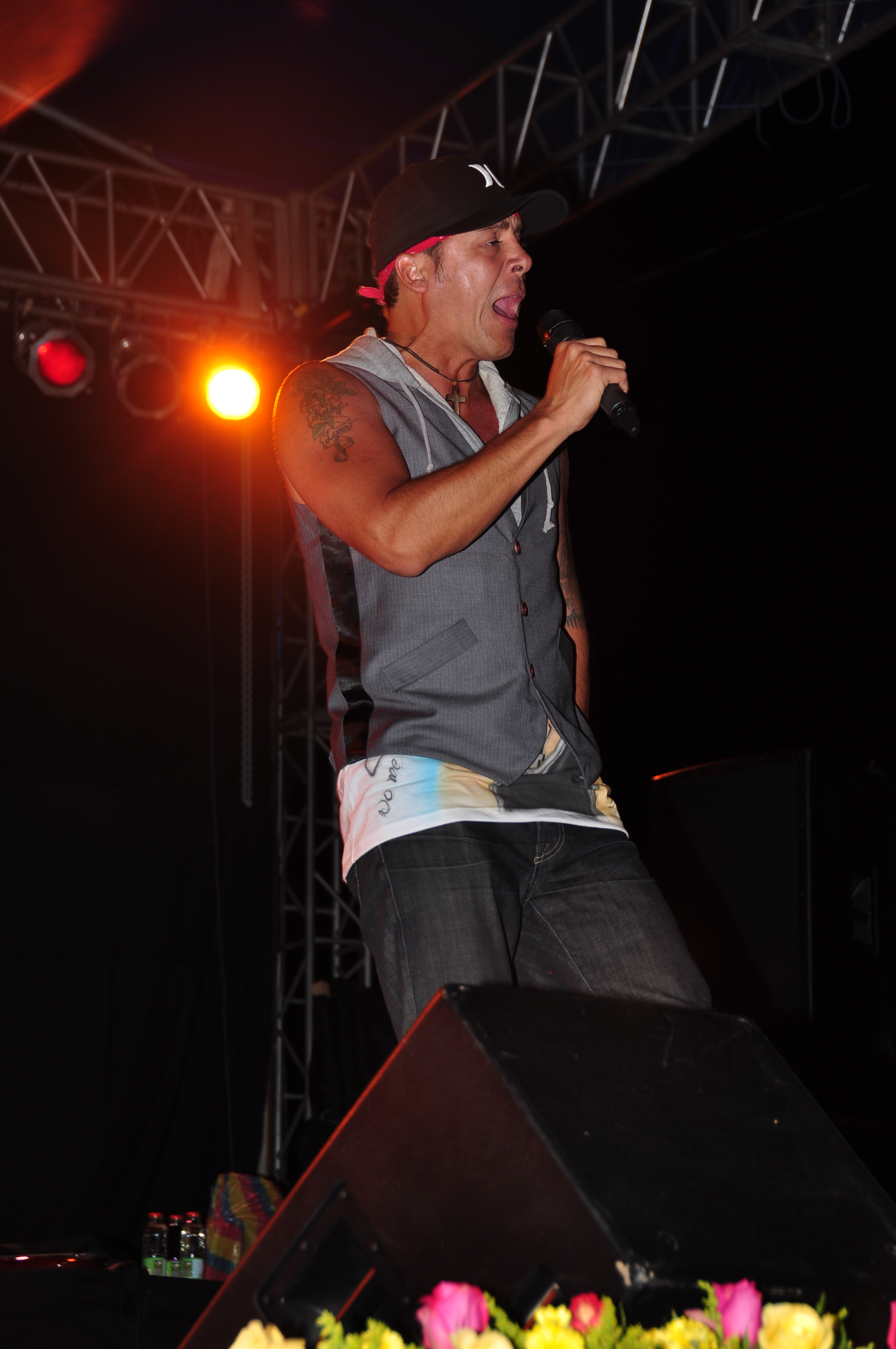
Gerardo Mejía (2010)

Gerardo Mejía (* 16. April 1965 in Guayaquil, Ecuador) ist ein US-amerikanischer Schauspieler, Sänger und Pastor. Als Musiker trat er unter dem Pseudonym Gerardo auf.

## Leben
Gerardo Mejía stammt aus Ecuador. Er begann seine Karriere in den 1980er-Jahren, vor allem als Breakdancer. Er trat unter anderem in Filmen wie Can’t buy me love (1987), Colors – Farben der Gewalt (1988) und Sundown – Rückzug der Vampire (1989) auf. In den 1990er-Jahren wandte er sich der Musik zu und hatte mit Rico Suave einen Charthit. Später arbeitete er als A&R-Manager bei Interscope und betreute u. a. die Karriere von Enrique Iglesias.
Er ist als Pastor in der Kirchengemeinde „House of Grace“ in Ashland als Pastor G tätig.
Mejía ist seit 15. Juli 1994 mit Kathy Eichler verheiratet und Vater von drei Kindern, Bianca, Nadia und Jaden. Die Familie lebt in Ashland, Kentucky.

## Diskografie

### Alben
- 1991: Mo’ Ritmo

### Singles
| Jahr | Titel Album                      | Höchstplatzierung, Gesamtwochen, AuszeichnungChartsChartplatzierungen (Jahr, Titel, Album, Platzierungen, Wochen, Auszeichnungen, Anmerkungen) | Anmerkungen |
| Jahr | Titel Album                      | US | Anmerkungen |
| ---- | -------------------------------- | --- | ----------- |
| 1991 | Rico Suave Mo’ Ritmo             | US7 (18 Wo.)US |             |
| 1991 | We Want the Funk Mo’ Ritmo       | US16 (11 Wo.)US |             |
| 1991 | When The Lights Go Out Mo’ Ritmo | US98 (2 Wo.)US |             |

## Filmografie
| Jahr | Titel                                            | Rolle                          | Anmerkungen               |
| ---- | ------------------------------------------------ | ------------------------------ | ------------------------- |
| 1984 | Hot Moves                                        | Breakdancer                    |                           |
| 1987 | Cross Riders – Teufelskerle auf heißen Maschinen | Johnny Riviera                 |                           |
| 1987 | Can’t buy me love                                | Ricky                          |                           |
| 1988 | Colors – Farben der Gewalt                       | Bird                           |                           |
| 1988 | Flugzeugträger U.S.S. Georgetown                 | Master at Arms, Luis Cruz      | Fernsehserie, acht Folgen |
| 1988 | California Clan                                  | Ramon Fonseca                  | Fernsehserie, drei Folgen |
| 1989 | 21 Jump Street – Tatort Klassenzimmer            | Lopez                          | Fernsehserie, eine Folge  |
| 1989 | Sundown – Rückzug der Vampire                    | Pucci                          |                           |
| 1990 | Rico Suave                                       | Gerardo                        | Musikvideo                |
| 1991 | For the Very First Time                          | Cassanove                      | Fernsehfilm               |
| 1991 | We Want The Funk                                 | Gerardo                        | Musikvideo                |
| 1991 | When The Lights Go Out                           | Gerardo                        | Musikvideo                |
| 1991 | Latin Till I Die (Oye Como Va)                   | Gerardo                        | Musikvideo                |
| 1994 | Eine Million für Juan                            | Flaco                          |                           |
| 1994 | Liebe bis zum Tod                                | Armando                        |                           |
| 2000 | Enrique Iglesias: Be With You                    | Gerardo Mejía                  | Musikvideo                |
| 2002 | 100 Greatest One Hit Wonder                      | Gerardo                        | Fernsehfilm               |
| 2003 | Pauly Shore Is Dead                              | Rico Suave (als Gerardo Mejía) |                           |
| 2003 | Mi Casa, Su Casa                                 | Miguel Sanchez                 |                           |
| 2016 | Dead 7                                           | Lloyd the Postman              |                           |